# Новоалександровка (Шаранский район)
Новоалександровка (баш. Яңы Александровка) — деревня в Шаранском районе Республики Башкортостан Российской Федерации. Входит в состав Писаревского сельсовета. 

## География

### Географическое положение
Расстояние до:
- районного центра (Шаран): 35 км,
- центра сельсовета (Писарево): 9 км,
- ближайшей ж/д станции (Туймазы): 65 км.

## История
В 1896 году в деревне Ново-Александровского товарищества Никольской волости VI стана Белебеевского уезда Уфимской губернии — 31 двор, 142 жителя (76 мужчин, 66 женщин), хлебозапасный магазин.
В 1920 году по официальным данным в деревне Ново-Александровка Шаранской волости Белебеевского уезда 40 дворов и 240 жителей (117 мужчин, 123 женщины), по данным подворного подсчёта — 240 чувашей и 25 русских в 44 хозяйствах.
В 1926 году деревня относилась к Шаранской волости Белебеевского кантона Башкирской АССР.
Обозначена на карте 1982 года как деревня с населением около 60 человек.
В 1989 году население — 23 человека (10 мужчин, 13 женщин).
В 2002 году — 13 человек (5 мужчин, 8 женщин), чуваши (92 %).
В 2010 году — 11 человек (4 мужчины, 7 женщин).

## Население
| 2002 | 2009 | 2010 |
| ---- | ---- | ---- |
| 13   | ↘12  | ↘11  |

## Инфраструктура
Деревня электрифицирована, имеется улица с грунтовым покрытием, неподалёку находятся водонапорная башня и кладбище. Других объектов инфраструктуры нет.